# Le Soulier de satin
Pour l’article homonyme, voir Le Soulier de satin (homonymie).
Le Soulier de satin est une pièce de théâtre de Paul Claudel, dont l'exécution complète dure environ onze heures. Elle est rarement jouée en raison de sa durée et des effets que nécessite la mise en scène.
Elle a été portée au cinéma en 1985 par le réalisateur portugais Manoel de Oliveira.

## Argument
Drame mystique, Le Soulier de satin relate l'amour impossible entre Doña Prouhèze et le capitaine Don Rodrigue. L'action, qui s'étale sur vingt années, se passe à la Renaissance, au temps des conquistadors. Elle est découpée par l'auteur en quatre journées, suivant la tradition du Siècle d'or. Elle fait apparaître de nombreux personnages, en divers pays, dialoguant parfois entre la Terre et le Ciel. En mélangeant le drame et le divin, elle n'est pas exempte d'ironie, de comique et de bouffonnerie, ceci dans une atmosphère baroque. Semi-autobiographique, cette pièce est une histoire d'amour traversée par la question du désir et de ses enjeux sociaux et cosmologiques.

Le sous-titre de la pièce est : 

« Le pire n'est pas toujours sûr. »

## Résumé
La pièce est divisée en quatre parties, appelées « journées » sur le modèle du théâtre espagnol.

### Première journée
L’action se déroule à l’époque des grandes découvertes lorsque les caravelles des conquistadores sillonnaient les mers.
Le hasard a jeté, à la suite d’un naufrage, le jeune Don Rodrigue de Manacor sur la côte africaine ; le premier visage qui s’est offert à lui lorsqu’il a ouvert les yeux a été celui de Doña Prouhèze, l’épouse de Don Pélage, gouverneur général des Présides. Un amour absolu est né entre les deux jeunes gens.
Incapable de résister plus longtemps à la voix de Rodrigue qui l’appelle, Doña Prouhèze profite d’un voyage en Espagne pour faire parvenir à Rodrigue une lettre : elle lui donne rendez-vous dans une auberge, au bord de la mer, en Catalogne. Dans le même temps, Don Camille, un cousin de Don Pélage, aventurier sans foi ni loi, presse la jeune femme de partir avec lui dans la citadelle de Mogador où il doit rejoindre son commandement. Loin de s’émouvoir du refus qu’il essuie, Don Camille, comme s’il avait accès aux secrets de la Destinée, donne rendez-vous à Prouhèze en Afrique.
Avant de quitter la maison de son époux, accompagnée du fidèle Don Balthazar chargé par Don Pélage de veiller sur la jeune femme, et de partir rejoindre Rodrigue, Doña Prouhèze, dans le mystère d’une prière, offre à la Vierge son soulier de satin, afin que, dit-elle, si elle s’élance vers le mal, elle le fasse du moins d’un pied boiteux. Et, bien décidée à prendre en défaut l’attention de Don Balthazar, sourde à la voix de son Ange gardien, Prouhèze, déguisée en homme, court rejoindre celui qu’elle aime.
Mais le rendez-vous n’aura pas lieu car, dans la nuit, sur le chemin de Saint-Jacques-de-Compostelle, Rodrigue a été blessé par de faux pèlerins dans le désert de Castille et transporté mourant dans le château de sa mère Doña Honoria.
Parallèlement à cette intrigue, Doña Musique, une nièce de Don Pélage, part de son côté, chaperonnée par la noire Jobarbara et guidée par un fantasque sergent napolitain, à la rencontre d’un mystérieux vice-roi de Naples.

### Deuxième journée
Doña Prouhèze passera quelque temps près de Rodrigue dans le château de Doña Honoria mais elle s’interdira la chambre du blessé. C’est là que Don Pélage arrive bientôt porteur d’une mission pour la jeune femme : prendre le commandement de Mogador, sur la côte africaine, où Don Camille est soupçonné de jouer un double jeu. Doña Prouhèze part aussitôt sans avoir revu Rodrigue. Lui-même, à peine rétabli, prend la mer dans le sillage du bateau de la jeune femme. Le roi l’a chargé de porter une lettre au nouveau commandeur de Mogador…
On découvre alors que le chimérique vice-roi de Naples existe bel et bien ; entouré de ses amis les plus proches, il devise dans la campagne romaine, sur l’art et l’église catholique ! Et très bientôt, il rencontrera Doña Musique rescapée d’un naufrage ; et les jeunes gens passeront leur première nuit au cœur de la forêt vierge sicilienne ! Apparaît, à ce moment-là, saint Jacques, dont la constellation, clef de voûte de l’océan, illumine la nuit de ceux que l’abîme sépare et console les deux amants qui se « fuient à la fois et se poursuivent ».
Lorsqu’il arrivera à Mogador, Rodrigue ne sera pas reçu par Doña Prouhèze. Elle n’ouvrira même pas la lettre royale mais écrira au dos, en guise de réponse : « Je reste, partez ». Et elle confie à Don Camille, l’apparent vainqueur du moment, le soin de la rendre avec une ironie cinglante à Rodrigue. Pourtant sur les remparts de Mogador, tandis que l’envoyé du roi regagne ses appartements, une femme tout à coup se met à le précéder et ils s’enlacent dans une étreinte qui n’aura duré qu’une seconde seule. Là-haut dans le ciel, la Lune contemple cette ombre double qui, toute éphémère qu’ait été son existence « fait partie pour toujours des archives indestructibles » !

### Troisième journée
Doña Musique a suivi son mari, le vice-roi de Naples, à Prague et nous la retrouvons, enceinte du futur Jean d'Autriche et entourée de quatre saints, en train de prier pour la paix au cœur de l’Europe, dans l’église Saint Nicolas du quartier de la Malá Strana.
Doña Prouhèze, de son côté, devenue veuve de Don Pélage, abandonne son corps à Don Camille en l’épousant pour des raisons stratégiques de pouvoir. Don Rodrigue, désormais vice-roi des Indes occidentales, mène dans son palais délabré de Panama une vie amère, entouré d’une cour sans faste ni gaieté. Sa maîtresse, Doña Isabel complote pour écarter cet amant qui ne l’aime pas et voir passer le pouvoir dans les mains de son mari Don Ramire.
Seule à la tête de la forteresse de Mogador, Prouhèze, dans la détresse d’un jour de trop grande souffrance, envoie une lettre à Rodrigue dans laquelle elle lui demande de la délivrer de Don Camille. Cette « lettre à Rodrigue » va devenir une véritable légende sur les mers entre le vieux et le nouveau monde. Portant malheur à tous ceux qui la touchent, elle va mettre dix ans, passant d’un continent à l’autre, avant de parvenir entre les mains de son destinataire et coûter la vie au passage à Don Leopold Auguste, le vieil universitaire réactionnaire amoureux de la grammaire.
C’est cette lettre qui va servir d’arme à Doña Isabel pour écarter Rodrigue de Panama car aussitôt Rodrigue part pour Mogador afin de délivrer Prouhèze. En réalité, la délivrance de Prouhèze, son Ange gardien vient la lui annoncer dans la nuit, ce sera la mort.
Lorsqu’elle monte à bord de la caravelle de Rodrigue, ce n’est donc pas pour partir avec lui mais pour confier à Rodrigue Marie des Sept-Épées, la fille qu’elle a eue de Camille. Quant à elle, elle retourne à terre où tout est prêt pour qu’à minuit saute le citadelle de Mogador. Dans la mort, Prouhèze deviendra « une étoile éternelle » pour Rodrigue.

### Quatrième journée
Toute la quatrième « journée » du Soulier de satin se déroule quelque dix années plus tard sur la mer, au large des îles Baléares, et nous fait découvrir tout un monde de pêcheurs, de matelots, de conquistadors épuisés, de courtisans aussi ridicules qu’obséquieux. Frappé de disgrâce pour avoir abandonné l’Amérique, Don Rodrigue, vieilli, ayant perdu une jambe en combattant les Japonais, gagne sa vie en peignant des « feuilles de saints », grossières images pieuses vendues aux matelots qu’il croise. Doña Sept-Épées, sa fille spirituelle, essaie de réveiller l’esprit d’aventure du vieux conquistador et l’entraîner avec elle ainsi que sa fidèle amie, la Bouchère, à l’assaut des places fortes de Barbarie pour délivrer les chrétiens des bagnes d’Afrique du nord. Mais Rodrigue est bien davantage sensible à une autre voix féminine, celle d’une fausse Marie Stuart, une comédienne envoyée par le Roi d’Espagne qui rêve d’humilier Rodrigue dont le vieux rafiot offusque sur la mer la majesté de la cour flottante. Elle a pour mission de l’engager à venir gouverner avec elle l’Angleterre alors même que l’Espagne vient de voir tous ses rêves de gloire et de puissance anéantis par la terrible défaite de l’Invincible Armada.
Convoqué devant le Roi, Rodrigue s’enflamme imprudemment en de grands et généreux projets. Il est aussitôt arrêté pour haute trahison et vendu comme esclave. C’est une vieille sœur glaneuse qui le prendra avec une brassée de vieux vêtements et d’objets hétéroclites, vieux drapeaux et pots cassés, au moment même où l’on entend des trompettes et un coup de canon dans le lointain qui annonce que Marie des Sept-Épées vient d’atteindre le bateau de celui qu’elle aime, Jean d'Autriche, le futur vainqueur de Lépante.

## Personnages et distribution
À la création, le 26 novembre 1943

## Analyse

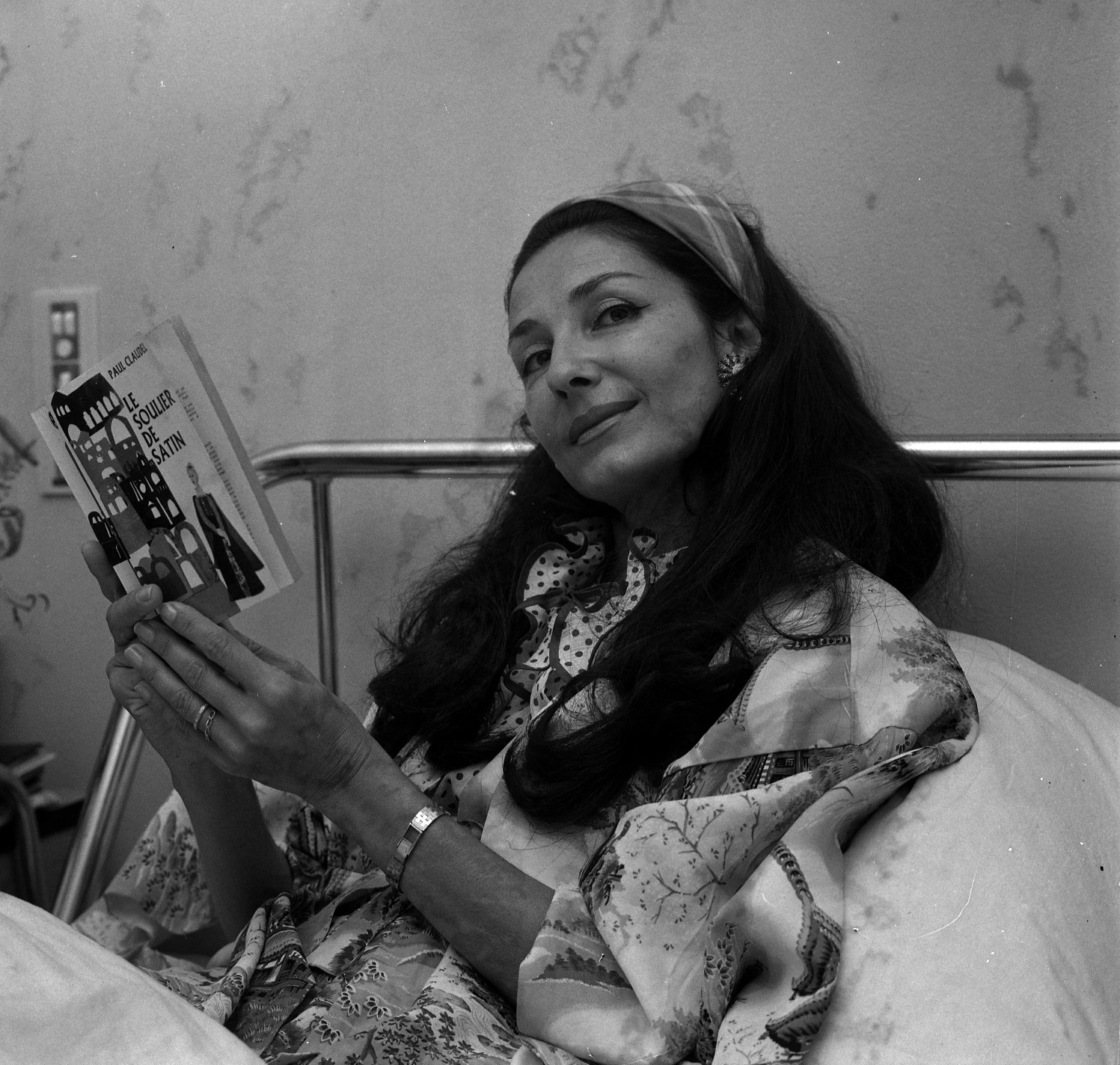
La chanteuse Maria Candido lisant la pièce lors d'une hospitalisation en 1966 à Toulouse.

Paul Claudel lui-même commenta, par l'intermédiaire de la voix didascalique : « La scène de ce drame est le monde. » Sur sa pièce, il écrivit aussi : 

« Le sujet du Soulier de satin, c'est en somme celui de la légende chinoise, les deux amants stellaires qui chaque année après de longues pérégrinations arrivent à s'affronter, sans jamais pouvoir se rejoindre, d'un côté et de l'autre de la Voie lactée. »

## Mises en scène
La multiplicité des lieux, des personnages, la longueur exceptionnelle de cette pièce en ont rendu la mise en scène rare et difficile, malgré sa grandeur et son intérêt.
Claudel entend, en tant qu'auteur, définir non seulement le texte, mais inspirer encore la diction de cette pièce. À l'automne 1942, il confie à Jean-Louis Barrault un exemplaire du Soulier annoté pour la diction. Barrault prend très au sérieux ses directives, reconnaît en Claudel un maître faisant autorité, et travaille en accord avec lui. Claudel suggère plus qu'il ne commande cette diction aux comédiens ; le plateau reste le lieu de toutes les expérimentations scéniques. Par exemple, dans la distinction de paroles du sacré et du profane, donner le sacré sur un prononcé musical mais non chanté et donner le profane sur un prononcé en mimant un rapport concret. Claudel admire l'interprétation de Madeleine Renaud (Dona Musique), même s'il arrive qu'elle ne respecte pas toutes ses demandes concernant la diction.

### Représentations théâtrales notables
- Représentation réduite à cinq heures de Jean-Louis Barrault le 26 novembre 1943 à la Comédie-Française, avec Marie Bell, Madeleine Renaud, Jean-Louis Barrault, Pierre Dux, Aimé Clariond[2].
- Mise en scène de Jean-Louis Barrault en 1963 à l'Odéon-Théâtre de France.
- Intégrale au théâtre d'Orsay en 1980, par Jean-Louis Barrault.
- Version d'Antoine Vitez au festival d'Avignon en 1987.
- Version d'Olivier Py au théâtre de la Ville de Paris en 2003.
- Version de la compagnie Faber Sarrato au théâtre du Nord-Ouest de Paris en 2003.
- Version de sept heures[6] d'Éric Ruf à la Comédie-Française en 2024[7], avec entre autres Didier Sandre, Danièle Lebrun et Marina Hands ou encore Laurent Stocker.

### Adaptations diverses
- Une adaptation cinématographique a été réalisée par Manoel de Oliveira en 1985. Le film dure 6 heures et 50 minutes.
- Une adaptation de la pièce en opéra a été réalisée par le compositeur Marc-André Dalbavie, sur un livret de Raphaèle Fleury[8]. Commandée par l'Opéra national de Paris, l’œuvre est créée en mai 2021 au Palais Garnier, dans une mise en scène de Stanislas Nordey[9]. Les rôles de Prouhèze et Rodrigue y sont respectivement créés par la mezzo-soprano Eve-Maud Hubeaux et le baryton-basse Luca Pisaroni.
« Inventive et pourtant familière, la mise en scène vient cimenter la beauté du livret et sa mise en musique, pour créer un objet artistique extrêmement harmonieux et toujours au service du texte de Claudel », commente une critique[10].

## Autour de la pièce
- Pierre Bourdieu ouvre son livre La Distinction, critique sociale du jugement par une citation de la pièce[11].
- « Heureusement qu'il n'y avait pas la paire » : Sacha Guitry à la sortie de la pièce, ou dit par Jean Cocteau à Avignon dans les années 1950[12].

#### Première édition
- Le Soulier de satin ou le Pire n'est pas toujours sûr. Action espagnole en quatre journées, avec les frontispices composés par Josep Maria Sert (lithographies), Paris, Gallimard, 1928-1929. 4 volumes : 1re journée, 133 p. ; 2e journée, 119 p. ; 3e journée, 155 p. ; 4e journée, 173 p. (BNF 31950363).

#### Critique littéraire
- Dramaturgie et poésie. Antoinette Weber-Caflisch, Essai sur le texte et l'écriture du Soulier de satin de Paul Claudel, Les Belles Lettres, 2000  (ISBN 2251603352).
- Antoinette Weber-Caflisch, La Scène et l'Image : le régime de la figure dans Le Soulier de satin, Centre de recherches Jacques-Petit, Les Belles-Lettres.
- Alain Baudot, « Le Soulier de satin est-il une anti-tragédie ? », Études françaises, vol. 5, n° 2, 1969, p. 115-137 (lire en ligne).

#### Édition critique
- Antoinette Weber-Caflisch, « Le Soulier de satin de Paul Claudel », Annales littéraires de l'université de Besançon, n° 334, Les Belles Lettres, 1987.

#### Scénographie, iconographie
- Éloi Recoing, « Le Soulier de satin ». Paul Claudel-Antoine Vitez. Journal de bord, Le Monde Éditions, 1991, 139 p.